# Sundasciurus moellendorffi
Sundasciurus moellendorffi — вид гризунів родини Sciuridae. Він є ендеміком Філіппін. Його природним середовищем існування є субтропічні або тропічні сухі ліси.

## Особливості
Довжина голови й тулуба становить приблизно від 20,0 до 20,8 сантиметра, а вага — близько 190 грамів. Хвіст має довжину близько 19 сантиметрів, трохи коротший за решту тіла. Забарвлення спини тварин однорідно коричневе з сірувато-білими ділянками, а колір живота кремовий. Хвіст темніший за спину і має більшу частку чорного волосся.